# Mokaya-Kultur

Karte mit frühen Fundorten im Südosten Mexikos und im Südwesten Guatemalas

Die Mokaya-Kultur ('Maisleute' in der Mixe-Zoque-Sprache) in der Region von Soconusco im mexikanischen Bundesstaat Chiapas und im Südwesten Guatemalas gilt als die vielleicht älteste sesshafte Kultur Mesoamerikas überhaupt.

## Geschichte
Die Mokaya-Kultur ist erst in den 1970er Jahren entdeckt worden und beinahe nur durch Keramikfunde belegt, die auf ein Alter von maximal 3700 bis 3900 Jahren schließen lassen. Damit wären die Fundstücke geringfügig älter oder in etwa gleichzeitig mit frühen Keramikscherben der Olmeken am Golf von Mexiko.
Da die Anfertigung von Keramikgefäßen ein wichtiges Indiz ist für die Sesshaftwerdung von Jäger- und Sammlerkulturen, geht die Forschung derzeit von der ersten sesshaften Kultur ganz Amerikas aus, die im Wesentlichen vom Maisanbau und vom Fischfang lebte. Sesshaftigkeit ist wiederum die Voraussetzung für die allmähliche Herausbildung einer differenzierten dörflichen Gesellschaftsstruktur und vielleicht auch eines differenzierten religiösen Bewusstseins. In Barra wurden mehrere Siedlungsplätze mit einer Größe von 15 bis 50 ha entdeckt; sie verfügten – aus ackerbaulichen oder Verteidigungsgründen – teilweise sogar über vorgeschobene Kleinsiedlungen.
In der Zeit zwischen ca. 1200–900 v. Chr. wurde die Mokaya-Kultur anscheinend von den Olmeken überlagert; möglich wäre auch eine Vermischung beider Kulturen, bei der der olmekische Kulturanteil überwog. Jedenfalls ist – hauptsächlich aufgrund des Alters der Kultur und der damit verbundenen geringen Zahl der Funde – noch vieles im Unklaren. 

## Fundorte

### Barra
Die Fundstelle von Barra (ca. 1850–1650 v. Chr.) ist die älteste bekannte Fundstelle der Mokaya-Kultur überhaupt. Hier wurden die älteste Keramik Mesoamerikas sowie die ältesten größeren Siedlungen gefunden.

### Locona
Am Fundort Locona (ca. 1650–1550) wurde bereits eine entwickeltere Keramik ausgegraben.

### Paso de la Amada
In der nur wenige Kilometer von der Pazifikküste entfernten Fundstelle Paso de la Amada wurden Erdhügel (mounds) aus der Zeit um 1700 v. Chr. entdeckt; der größte davon diente vielleicht als Substruktion für ein Gemeinschaftshaus. Außerdem wurde im Jahr 1995 eine Struktur gefunden, die einem Ballspielplatz ähnelt und um 1400 v. Chr. datiert wird – es wäre der älteste bekannte Ballspielplatz Amerikas. Beide Strukturen lassen auf eine bereits organisierte Gesellschaftsstruktur schließen, denn bei der Errichtung der Erdhügel und des Ballspielplatzes waren – Schätzungen zufolge – mindestens 20 bis 50 Personen beteiligt.

### San Carlos
Die Fundstätte San Carlos liegt in unmittelbarer Nachbarschaft zu Paso de la Amada.

### La Blanca
Die um die Zeit von 900 bis 600 v. Chr. datierte Fundstelle von La Blanca liegt etwa 100 km südöstlich von Paso de la Amada im Nordwesten Guatemalas. Inwieweit sie noch der Mokaya-Kultur zuzurechnen ist, ist fraglich – jedenfalls wird sie in diesem Zusammenhang von einigen Forschern erwähnt. Hier wurde die mit 25–30 m höchste Pyramide dieser Zeit in Mesoamerika entdeckt.